# Bengt Fahlström (arkitekt)
Bengt Henningsson Fahlström, född 15 januari 1921 i Vänersborg, död 29 mars 2008, var en svensk arkitekt, målare och teckningslärare.
Han var son till rektorn Henning Fahlström och Elma Hansson. Fahlström studerade vid Tekniska högskolan i Stockholm 1940-1944 och bedrev konststudier för Endre A. Fenyö 1945 och vid Otte Skölds målarskola våren 1947 samt under studieresor till Danmark, Frankrike, Schweiz och Bornholm. I egenskap av arkitekt tjänstgjorde han 1953–1954 hos Gösta Åbergh i Stockholm och ritade då tillsammans med Lennart Alexis daghem för Sandvikens stad. Separat ställde han ut på Ramlösa brunn och han medverkade i bland annat utställningarna Tavlor med tonvikt på teater på Stadsteatern i Helsingborg och Pierrot på Gummesons konsthall i Stockholm. Vid sidan av sitt konstnärskap var han anställd som teckningslärare vid Helsingborgs samläroverk.